# Agalega

Karta över området.

Agalegaöarna är en liten ögrupp bland Maskarenerna i västra Indiska oceanen.

## Geografi
Agalegaöarna ligger cirka 1100 km norr om Mauritius.
Befolkningen uppgår till cirka 500 invånare.
Ögruppen har en area på cirka 24 km² och består av två öar: Förvaltningsmässigt tillhör ögruppen Mauritius och för att besöka området krävs särskilt tillstånd. Öarna är hemvist för den endemiska geckoödlan Agalega day gecko (Phelsuma borbonica agalegae).

### Nordön
Denna ö har en area på cirka 14,3 km² och är cirka 12,5 km lång och 1,5 km bred. Den högsta höjden är Montagne d'Emmerez med cirka 15 m ö.h.
Huvudorten är Vingt Cinq och övriga orter är La Fourche och Port Saint James.

### Sydön
Denna ö har en area på cirka 9,3 km² och är cirka 7 km lång och 4,5 km bred. Den högsta höjden är Grande Montagne med cirka 7 m ö.h.
Enda orten är Sainte Rita.
På Sydön finns även en meteorologisk station som också utför klimatundersökningar.

## Historia
Ögruppen upptäcktes troligen 1509 av portugisiske sjöfararen Diego Lopez de Sequiera.
Namnet kommer möjligen efter fartyget "La Galega" som portugisiske Pedro Mascarenhas reste runt med i området kring 1512.
Indiska försvaret uppges ha en militärbas som bland annat inkluderar ett flygfält, något som väl kan synas på satellitfoton. 